# Mesobia
Mesobia is een geslacht van weekdieren uit de klasse van de Gastropoda (slakken).

## Soort
- Mesobia pristina F. G. Thompson & Hershler, 1991